# Eleocharitetum acicularis
Zespół ponikła igłowatego (Eleocharitetum acicularis) — syntakson słodkowodnych helofitów w randze w randze zespołu budowany głównie przez ponikło igłowate. Należy do klasy zespołów roślinności zmiennowodnej Littorelletea uniflorae, choć znajduje się na jej pograniczu z klasą Isoëto–Nanojuncetea.

## Charakterystyka
Zbiorowisko występujące w strefie ziemno-wodnej – litoralu płytkich, okresowo wysychających zbiorników oligotroficznych i mezotroficznych (np. spuszczanych stawów hodowlanych) i płaskich brzegach rzek. Podłoże piaszczyste. Okres całkowitego wynurzenia trwa co najmniej 3 miesiące w roku.
Charakterystyczna kombinacja gatunków
ChCl.:  sit drobny (Juncus bulbosus), brzeżyca jednokwiatowa (Littorella uniflora), elisma wodna (Luronium natans), wywłócznik skrętoległy (Myriophyllum alterniflorum), rdestnica podługowata (Potamogeton polygonifolius), jaskier leżący (Ranunculus reptans), jeżogłówka pokrewna (Sparganium angustifolium).
ChAll.: ponikło igłowate (Eleocharis acicularis)
ChAss.: ponikło igłowate (Eleocharis acicularis)
WystępowanieZbiorowisko subatlantyckie. W Polsce odkryte na Mazowszu, ale zapewne więcej stanowisk występuje na zachodzie kraju.

## Zagrożenia i ochrona
Zespół, wraz z zespołami podobnymi, na potrzeby inwentaryzacji obszarów Natura 2000 oznaczony jako podtyp siedliska przyrodniczego nr 3130 (brzegi lub osuszane dna zbiorników wodnych ze zbiorowiskami
z Littorelletea, Isoëto–Nanojuncetea) — 3130–1 (roślinność mezotroficznych zbiorników wodnych należąca do związków Lobelion, Hydrocotylo-Baldenion i Eleocharition acicularis). Rzadkie.